# Хайме Бельмонте
Хайме Бельмонте Магдалено (ісп. Jaime Belmonte Magdaleno, 8 жовтня 1934 — 21 січня 2009, Ірапуато) — мексиканський футболіст, що грав на позиції нападника за клуби «Куаутла» та «Ірапуато», а також національну збірну Мексики.

## Клубна кар'єра
У футболі дебютував 1955 року виступами за команду «Куаутла», в якій провів чотири сезони. 
1959 року перейшов до клубу «Ірапуато», за який відіграв 14 сезонів, ставши найуспішнішим бомбардиром в історії клубу. Завершив професійну кар'єру футболіста виступами за команду «Ірапуато» у 1972 році.

## Виступи за збірну
1957 року дебютував в офіційних матчах у складі національної збірної Мексики. Протягом кар'єри у національній команді провів у її формі 4 матчі, забивши 2 голи.
У складі збірної був учасником чемпіонату світу 1958 року у Швеції, де зіграв з Уельсом (1-1) і Угорщиною (0-4). У грі з Уельсом зрівняв рахунок в кінцівці матчу і приніс своїй команді перше очко в історії чемпіонатів світу.
Помер від раку шлунка 21 січня 2009 року на 75-му році життя в місті Ірапуато.